# Thalia Van Acker
Thalia Van Acker (Eeklo, 1986) is een Belgische atlete, die in 2011 de Trans Britain Ultra won. Zij studeerde in haar geboortestad en werkt bij de Sportdienst van de stad Eeklo.
In september 2011 werd Van Acker achtste (en eerste bij de vrouwen) in de ultraloop die wordt georganiseerd tussen Schotland en Wales. De afstand van 6 marathons (251 km in zes dagen) werd door haar afgelegd in 48:54.23.